# Tomohiko Murayama
Tomohiko Murayama (村山 智彦 Murayama Tomohiko?), född 22 augusti 1987 i Chiba prefektur, är en japansk fotbollsspelare.
Murayama började sin karriär 2010 i Sagawa Shiga FC. 2013 flyttade han till Matsumoto Yamaga FC. Han spelade 85 ligamatcher för klubben. 2016 flyttade han till Shonan Bellmare. Han gick tillbaka till Matsumoto Yamaga FC 2017.